# Melogale orientalis
Blaireau-furet de Java, Blaireau-furet oriental
Espèce
Statut de conservation UICN

 LC  : Préoccupation mineure
Le Blaireau-furet de Java (Melogale orientalis) est une espèce de mammifères carnivores de la famille des Mustélidés. C'est un blaireau-furet discret, que l'on rencontre uniquement en Indonésie dont l'espèce est endémique. En 2008, son statut de conservation était toujours inconnu, faute de données et d'observations suffisantes, bien qu'il semble tolérer différents types d'habitat.

## Dénominations
- Nom scientifique : Melogale orientalis  (Horsfield, 1821)[2]
- Nom vulgaire (vulgarisation scientifique) recommandé ou typique en français : Blaireau-furet de Java[3] ou Blaireau-furet oriental[réf. souhaitée].

## Description de l'espèce
Le Blaireau-furet de Java mesure de 35 à 40 cm pour un poids de 1 à 2 kg. La longueur de la queue est de 14 à 17 cm. Le pelage est brun teinté de rouge, avec des marques blanches ou jaunâtres sur le cou, la gorge, la poitrine et l’abdomen. Il ne semble pas y avoir de dimorphisme sexuel, mais l’espèce est encore mal connue.

## Répartition
Cette espèce est endémique d'Indonésie où elle est présente uniquement à Java et à Bali.

## Liste des sous-espèces
Selon Mammal Species of the World (version 3, 2005)  (10 juillet 2013) et Catalogue of Life (10 juillet 2013) :
- sous-espèce Melogale orientalis orientalis (Horsfield, 1821)
- sous-espèce Melogale orientalis sundaicus (Sody, 1937)